# エドゥアール・ポティ
エドゥアール・ポティ（Édouard Poty）はベルギーの射撃選手。1908年夏季オリンピックの射撃競技ライフル団体に出場し、5位に入賞した。